# Катастрофа Boeing 737 под Бейрутом
Катастрофа Boeing 737 под Бейрутом — крупная авиационная катастрофа, произошедшая 25 января 2010 года. Авиалайнер Boeing 737-8AS авиакомпании Ethiopian Airlines совершал регулярный межконтинентальный рейс ET409 по маршруту Бейрут—Аддис-Абеба, но через 5 минут после взлёта рухнул в Средиземное море в 3,5 километрах от побережья и в 11 километрах от аэропорта Бейрута. Погибли все находившиеся на его борту 90 человек — 82 пассажира и 8 членов экипажа.

## Самолёт

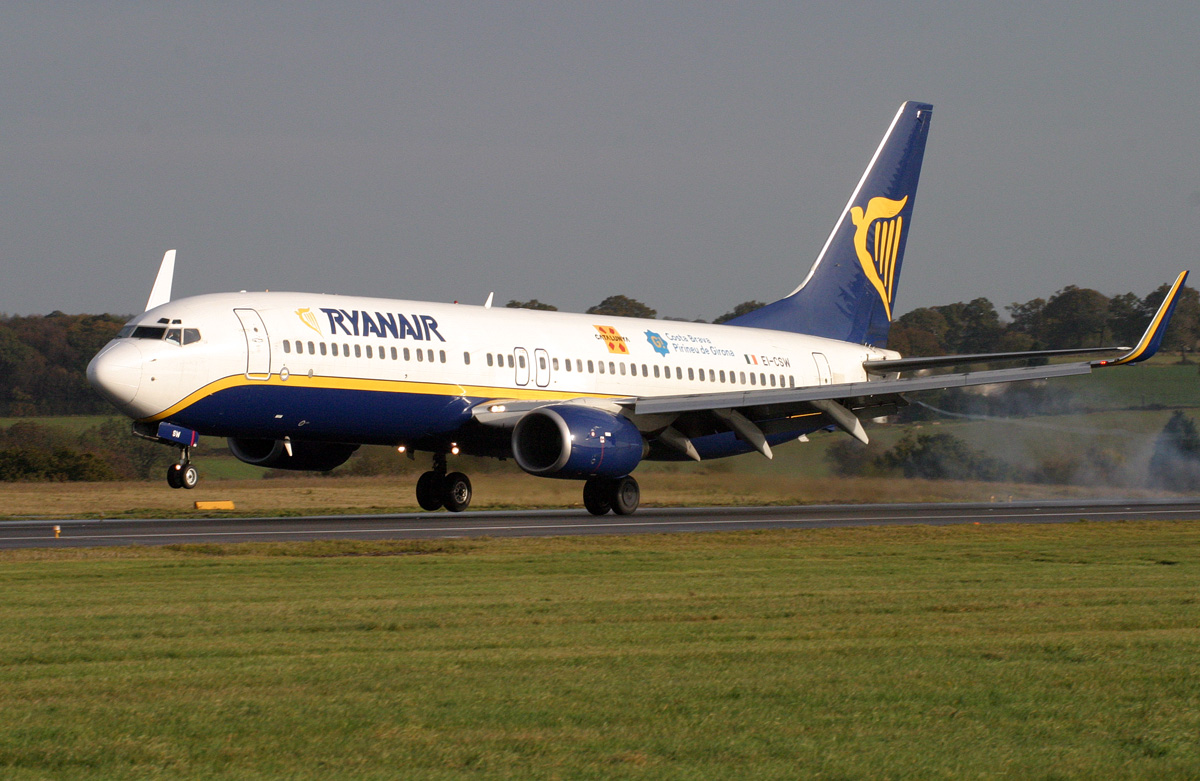
Разбившийся самолёт в 2006 году (в период эксплуатации в Ryanair)

Boeing 737-8AS (регистрационный номер ET-ANB, заводской 29935, серийный 1061) был выпущен в 2002 году (первый полёт совершил 18 января). 4 февраля того же года был передан бюджетной авиакомпании Ryanair (борт EI-CSW). 12 сентября 2009 года был куплен авиакомпанией Ethiopian Airlines и получил бортовой номер ET-ANB. Оснащён двумя турбовентиляторными двигателями CFM International CFM56-7B27. 25 декабря 2009 года прошёл полное техническое обслуживание, никаких неполадок обнаружено не было. На день катастрофы совершил 17 823 цикла «взлёт-посадка» и налетал 26 459 часов.

## Экипаж и пассажиры
Самолётом управлял опытный экипаж, состав которого был таким:
- Командир воздушного судна (КВС) — 44-летний Хабтаму Бенти Негаса (англ. Habtamu Benti Negasa). Очень опытный пилот, проработал в авиакомпании Ethiopian Airlines 20 лет и 11 месяцев (с 27 января 1989 года). Управлял самолётами DHC-6, Boeing 737-200, Boeing 757, Boeing 767 (в качестве второго пилота) и Fokker 50 (в качестве КВС). В должности командира Boeing 737-800 — с 3 декабря 2009 года (до этого управлял им в качестве второго пилота). Налетал 10 233 часа, 2488 из них на Boeing 737-800 (188 из них в качестве КВС).
- Второй пилот — 23-летний Алула Тамерат Бейене (англ. Alula Tamerat Beyene). Малоопытный пилот, проработал в авиакомпании Ethiopian Airlines 1 год и 9 дней (с 16 января 2009 года). В должности второго пилота Boeing 737-800 — с 25 июня 2009 года. Налетал 673 часа, свыше 350 из них на Boeing 737-800.

В салоне самолёта работали 6 бортпроводников.
| Гражданство    | Пассажиры | Экипаж | Всего |
| -------------- | --------- | ------ | ----- |
| Ливан          | 51        | 0      | 51    |
| Эфиопия        | 23        | 8      | 31    |
| Великобритания | 2         | 0      | 2     |
| Канада         | 1         | 0      | 1     |
| Франция        | 1         | 0      | 1     |
| Ирак           | 1         | 0      | 1     |
| Россия         | 1         | 0      | 1     |
| Сирия          | 1         | 0      | 1     |
| Турция         | 1         | 0      | 1     |
| Всего          | 82        | 8      | 90    |

Среди пассажиров на борту самолёта находилась Марла Пьеттон (фр. Marla Pietton), супруга посла Франции в Бейруте (по сообщению представителя сотрудника посольства Франции в Ливане Энн Шарлотт (фр. Anne Charlotte)).
Также на борту самолета находилась пассажирка из России — 37-летняя Анна Абс, проживавшая в Ливане.
Всего на борту самолёта находились 90 человек — 8 членов экипажа и 82 пассажира.

## Катастрофа
Рейс ET409 вылетел из Бейрута в 00:36 UTC в условиях грозовой активности в районе аэропорта Бейрута и ветре переменных направлений со скоростью 14 км/ч; взлёт выполнялся в условиях штормовой погоды, о чём свидетельствовал метеорологический код для передачи сводок о фактической погоде (METAR): OLBA 250000Z 31008KT 280V340 8000 VCTS FEW020CB SCT026 13/06 Q1014 NOSIG =.
Вскоре после взлёта рейс 409 повернул вправо на курс 315° и после этого, сменив частоту, ещё раз связался с диспетчером аэропорта Бейрута. Диспетчер дал указание выполнить левый разворот на курс 270°, пилоты подтвердили эту информацию, но лайнер продолжал набирать высоту, не сохранив данный курс. На высоте 2346 метров лайнер попал в сильную болтанку, из-за чего он резко накренился влево на 32° и снизился до 2010 метров; после того, как тряска прекратилась, рейс 409 снова начал набирать высоту. В 00:40, на высоте 2743 метра, лайнер внезапно повернул влево, затем опрокинулся влево на 118° и понёсся вниз.
В 00:41 UTC на скорости 753 км/ч рейс ET409 рухнул в Средиземное море в 3,5 километрах от побережья и полностью разрушился. Свидетели катастрофы, находившиеся в тот момент на побережье, утверждали, что самолёт загорелся в воздухе, затем опрокинулся влево и рухнул в море. Все находившиеся на его борту 90 человек погибли.

### Поисковая операция
Утром следующего дня (25 января) власти Ливана сообщили о начале поисковой операции в 3,5 километрах к западу от прибрежной деревни Наамех. Поисковые работы велись силами ВС Ливана с использованием вертолётов Sikorsky S-61 ВМС Ливана и войск Временного контингента сил ООН в Ливане. 26 января были найдены 24 тела погибших. 7 февраля были найдены оба бортовых самописца, к 23 февраля были найдены остальные 66 тел погибших.
По утверждению Президента Ливана Мишель Сулеймана версия теракта была исключена.

## Расследование
На следующий день после катастрофы было объявлено, что пилоты рейса 409 не выполняли указания авиадиспетчера и пытались продолжить полёт через штормовую зону.
Расследование причин катастрофы рейса ET409 проводило ливанское Министерство общественных работ на транспорте (MPWT).
Промежуточный отчёт расследования был опубликован 25 февраля 2011 года.
Окончательный отчёт расследования был опубликован 17 января 2012 года.
Согласно отчёту,

вероятными причинами катастрофы были неправильное управление лётным экипажем скоростью, высотой, курсами и ориентацией самолёта из-за непоследовательных входных данных управления полётом, приводящих к потере контроля и их неспособности соблюдать принципы взаимной поддержки и вызова CRM (Crew Resource Management).
Оригинальный текст (англ.)the probable causes of the accident were the flight crew's mismanagement of the aircraft's speed, altitude, headings and attitude through inconsistent flight control inputs resulting in a loss of control and their failure to abide by CRM (Crew Resource Management) principles of mutual support and calling deviations.

Сопутствующим фактором стала крайняя усталость обоих пилотов.

## Культурные аспекты
Катастрофа рейса 409 Ethiopian Airlines была показана в 12 сезоне канадского документального телесериала Расследования авиакатастроф в серии Курс на смерть. Там заявлено, что причиной катастрофы стала неявная потеря трудоспособности пилотов, вызванная недостаточным отдыхом перед полётом.

### Комментарии
1. ↑  Расшифровка METAR: METAR для Международного аэропорта Бейрута имени Рафика Харири, 25 января 2010 года 00:00 UTC. Ветер 310° со скоростью 14 км/ч, изменение направления от 280° до 340°. Видимость 8000 метров, гроза в районе аэропорта. Небольшая облачность, кучево-дождевые облака на высоте 609 метров, рассеянная облачность на 792 метрах. Температура 13°C, точка росы 6°C, атмосферное давление 1014 гПа